# Cerro Colorado (Estado de México)
El cerro Colorado es una eminencia orográfica que se localiza en el noroeste del valle de Teotihuacán, una de las subcuencas que conforman la cuenca del Anáhuac. Se encuentra dentro del territorio del Estado de México.

## Ubicación geográfica
El cerro Colorado se encuentra dentro del término municipal de San Juan Teotihuacán, al norte de Teotihuacán de Arista, la cabecera municipal, y al poniente de la zona de monumentos arqueológicos de Teotihuacán. 

## Historia
Ubicado hacia el noroeste del valle de Teotihuacán, el cerro Colorado es el asiento de Tlailotlacan, el barrio oaxaqueño de la antigua Ciudad de los dioses. En la época de florecimiento de esa urbe mesoamericana, el cerro constituía también uno de los límites naturales de la zona urbana, que curbió una superficie de casi 17 kilómetros cuadrados alrededor del siglo XV de la era común.